# Лімай (річка)
Ліма́й (ісп. Limay, від мап. limay — «ясна річка») — важлива річка на північному заході аргентинської Панагонії (регіону Комауе). Вона починається на сході озера Науель-Уапі та протікає 380 км, збираючи води численних приток. Зливаючись з річкою Неукен біля міста Неукен, утворює річку Ріо-Неґро.
На річці збудовано кілька ГЕС, зокрема Алікура, П'єдра-дель-Агіла, Ель-Чокон, Арроїто, Пічі-Пікун-Леуфу.